# Polymorfní kolonie
Polymorfní kolonie, někdy označována jako polymorfní společenství, je zvláštním typem symbiózy žahavců, například trubýše. Žahavci v kolonii se liší tvary i funkcemi a samotný žahavec z této kolonie sám nepřežije. Základem je dutý stvol, na kterém vyrůstají různé polypy. Nahoře bývá zpravidla pneumatofor, který je plný plynu a táhne kolonii nahoru, pod ním vyrůstají medúzomy, polypovci fungující jako medúzy, tzn. hýbou kolonií (ne celou, je pevně připojená k podkladu). Daktylozoidy mají dlouhá, lepkavá a žahavá ramena tentakule, která zachycují potravu. Tu pak předají gasterozoidám, které potravu zpracují a pošlou centrálním stvolem ostatním polypům. Gonozoidy zajišťují pohlavní rozmnožování.